# Нволокор, Давид
Дэвид Сэмюэл Нволокор (англ. David Samuel Nwolokor; род. 10 января 1996, Порт-Харкорт) — нигерийский футболист, вратарь клуба «Риека».

## Биография
Родившись в Порт-Харкорте, он был одним из нескольких игроков, которые перешли из нигерийской Академии футбола Абуджи в хорватскую «Риеку» в середине 2013 года. В июле 2014 года он подписал двухлетний контракт с командой.
В своем первом сезоне в клубе он играл за «Риеку II» в хорватской Третьей лиге. В начале 2015 года он был в заявке первой команды в пяти матчах Первой лиги, но на поле так и не вышел.
В июле 2015 года, «Риека» отдала нигерийца в аренду на сезон в «Шибеник» из Второй лиги, после чего также на правах аренды играл за «Витез» в Премьер-лиге Боснии и Герцеговины и «Середи» в высшем дивизионе Словакии.